# Benjamin Daviet
Benjamin Daviet, né le 16 juin 1989 à Annecy, est un biathlète fondeur de haut niveau au sein de l’équipe de France handisport de ski nordique depuis 2011.
Benjamin Daviet participe à trois éditions des Jeux paralympiques, en 2014 à Sotchi où il obtient une médaille de bronze en relais du ski de fond avec Thomas Clarion, puis en 2018 à Pyeongchang. Lors de cette édition, il remporte trois médailles en biathlon dont deux titres et une médaille d'argent, et deux en ski de fond, une de bronze et l'or du relais avec Anthony Chalençon, Thomas Clarion et Antoine Bollet. Aux Jeux paralympiques de Pékin en 2022, il remporte le KO sprint en ski de fond et le 12,5 km en biathlon.

## Biographie
À la suite d'un accident de mobylette alors qu'il a 17 ans, il se casse le condyle, partie du fémur. Lors de l'opération qui suit, il attrape un staphylocoque qui le prive d'un genou.
Lors des épreuves de ski de fond des Jeux paralympiques de 2014 à Sotchi, il termine septième du sprint et huitième du 10 kilomètres et remporte la médaille de bronze du relais 4 × 2,5 kilomètres, associé à Thomas Clarion et le guide celui-ci Julien Bourla. En biathlon, il termine septième du 7,5 kilomètres et neuvième du 12,5 kilomètres. L'année suivante, il obtient cinq médailles lors des championnats du monde en 2015 à Cable, aux États-Unis : l'or du relais open, trois médailles d'argent et une médaille de bronze. Deux ans plus tard, il est à nouveau titré pendant les championnats du monde disputés à Finsterau, remportant la médaille d'or sur le quinze kilomètres individuel en biathlon et sur le relais, où il est associé à Thomas Clarion et Anthony Chalençon, ce titre étant conservé par rapport à l'édition précédente, et sur le dix kilomètres style libre en ski de fond. Il remporte également la médaille d'argent du biathlon moyenne distance (12,5 km), ainsi que la médaille de bronze lors de l'épreuve du sprint en biathlon.
Lors des Jeux paralympiques de 2018 de Pyeongchang, il s'impose dès la première journée sur le sprint du biathlon, devançant le Canadien Mark Arendz. Deux jours plus tard, il remporte la médaille d'argent du 20 kilomètres en ski de fond. Il remporte une nouvelle médaille d'or le lendemain, en biathlon sur le 12,5 kilomètres. Il remporte sa troisième médaille en trois épreuves de biathlon avec l'argent de la deuxième place de l'individuelle. Lors du dernier jour de compétitions, il participe à la victoire du relais en ski de fond, avec Anthony Chalençon, Thomas Clarion et Antoine Bollet, la France s'imposant devant la Norvège.
Le 26 janvier 2022, il est choisi comme porte-drapeau pour la cérémonie d'ouverture des Jeux paralympiques d'hiver de 2022.
Le 9 mars 2022, il est sacré champion paralympique de KO sprint aux Jeux paralympiques de Pékin. Deux jours plus tard, il remporte le 12,5 km en biathlon.
Le 4 septembre 2024, il est invité par le streameur Domingo sur sa chaîne Twitch pour parler de son handicap et des Jeux Paralympiques.

## Palmarès

### Jeux paralympiques d'hiver

#### Ski de fond
| Épreuve / Édition   | 4 × 2,5 km - relais open | 1 km (sprint) - style libre   | 10 km (middle) - style libre | 20 km  |
| ------------------- | ------------------------ | ----------------------------- | ---------------------------- | ------ |
| JP 2014 Sotchi      | Bronze                   | 7e                            | 8e                           | -      |
|                     | 4 × 2,5 km - relais open | 1,5 km (sprint) - style libre | 12,5 km - style libre        | 20 km  |
| JP 2018 Pyeongchang | Or                       | -                             | -                            | Argent |
| JP 2022 Pékin       | Argent                   | Or                            | Argent                       | -      |

#### Biathlon
| Épreuve / Édition   | 7,5 km (sprint) | 12,5 km | 15 km   |
| ------------------- | --------------- | ------- | ------- |
| JP 2014 Sotchi      | 7e              | 9e      | -       |
| JP 2018 Pyeongchang | Or              | Or      | Argent  |
|                     | 6 km (sprint)   | 10 km   | 12,5 km |
| JP 2022 Pékin       | 4e              | 6e      | Or      |

### Championnats du monde handisport
| Année | Lieu          | Place | Épreuve                      | Discipline  |
| ----- | ------------- | ----- | ---------------------------- | ----------- |
| 2015  | Cable         | 1re   | 4 × 2,5 km - relais open     | Ski de fond |
| 2015  | Cable         | 2e    | 20 km (long) - style libre   | Ski de fond |
| 2015  | Cable         | 2e    | 1 km (sprint) - classique    | Ski de fond |
| 2015  | Cable         | 2e    | 7,5 km (sprint)              | Biathlon    |
| 2015  | Cable         | 3e    | 15 km (long)                 | Biathlon    |
| 2017  | Finsterau     | 1re   | 4 × 2,5 km - relais open     | Ski de fond |
| 2017  | Finsterau     | 1re   | 10 km (middle) - style libre | Ski de fond |
| 2017  | Finsterau     | 1re   | 15 km (long)                 | Biathlon    |
| 2017  | Finsterau     | 2e    | 12,5 km (middle)             | Biathlon    |
| 2017  | Finsterau     | 3e    | 7,5 km (middle)              | Biathlon    |
| 2019  | Prince George | 1re   | 7,5 km (sprint)              | Biathlon    |
|       |               | 1re   | 12,5 km (middle)             | Biathlon    |
|       |               | 1re   | 15 km (long)                 | Biathlon    |
|       |               | 1re   | 10 km (middle)               | Ski de fond |
|       |               | 1re   | KO sprint                    | Ski de fond |
|       |               | 2e    | Relais open                  | Biathlon    |
| 2022  | Lillehammer   | 3e    | 10 km (middle)               | Biathlon    |
|       |               | 2e    |                              | Ski de fond |
|       |               | 3e    | 12,5 km (individuel)         | Biathlon    |

## Distinctions
- Chevalier de la Légion d'honneur (en 2018[16]).
- Officier de l'ordre national du Mérite. Il est promu officier en mars 2022 [17]. Il était chevalier en 2014[18].
- Médaille de la jeunesse, des sports et de l'engagement associatif, or (2025)[19].